# 星咲イリア
星咲 イリア（ほしざき イリア）は、日本の女性声優、歌手。主にアダルトゲームで活動している。

## 人物
高校生の時、演劇そのものには興味がなかったがメイクの勉強をしたいとの理由で演劇部に入部した。もともとは裏方志望であり人前に立つのも苦手だったため役者をやるつもりはなかったが、人数が足りないことからやらざるをえなくなり舞台にも立つようになった。そうしているうち次第に演じることが楽しいと思うようになっていったという。
声優になることを決めたのは高校3年時の進路を選ぶときで、もともとはイラストを描くことが好きでそれまではイラスト関連の進路を志望していたが、突如声優志望へと進路を変更してまわりを驚かせたという。きっかけはもともとアニメが大好きで声優に興味があったことと、舞台だと見た目の関係などでなかなか自分のやりたい役をやれないことが多かったが、声優ならばそうした制限もないので好きな役をもっとやれるのではないかと思い、それなら声優をやりたいなと思うようになったことから。
2013年9月には自身のボーカルCD「MUSIC BOX」を発表し、歌手としても活動している。

## 出演作品
※太字は、主役・ヒロイン

### PCゲーム

#### 2006年
- ぶり〜ど! Breed-island.（アーチェ）
- Chanter. -キミの歌がとどいたら-（野々原 里奈）

#### 2007年
- Alea -アレア- 紅き月を遙かに望み（シスターメイ）
- IZUMO3（飛鳥井 なつみ）

#### 2008年
- 俺たちに翼はない〜Prelude〜（ミネオラ・タンジェロ）
- FairlyLife（五味 優）
- D.C.II P.C. 〜ダ・カーポII〜 プラスコミュニケーション（フローラ・クエイシー）

#### 2009年
- ガチ乙女クインテット（三多野 綾莉）
- キスと魔王と紅茶（九十九）[2]
- 忍流（高崎 三鷹、村娘、城守 夕日）

#### 2010年
- PARA-SOL（田丸 優芽）
- BUNNYBLACK（キャス、エリザベス / スリーア、フニ、冥土さん、オトー、紅林 優美）
- るいは智を呼ぶファンディスク -明日のむこうに視える風-（今坂 あやめ）[2]
- キサラギGOLD★STAR（藤丸 命[3]）
- 黒と金の開かない鍵。（片桐 奏）

#### 2011年
- With Ribbon（その他）[2]
- 神採りアルケミーマイスター（ラグスムエナ）
- 雪鬼屋温泉記（黒槍 七美）
- 晴れときどきお天気雨（佐倉 水希）

#### 2012年
- BUNNYBLACK 2（フィリアネ[4]）
- はつゆきさくら（サクヤ[5]）
- この大空に、翼をひろげて（羽々音 小鳥[6]）
- LOVELY QUEST（瑚乃瀬 羽美[7]）
- 門を守るお仕事（その他）[8]
- 月に寄りそう乙女の作法（花之宮 瑞穂[9]）
- 倉野くんちのふたご事情（倉野 智花[10]）

#### 2013年
- この大空に、翼をひろげて FLIGHT DIARY（羽々音 小鳥[11]）
- 流星☆キセキ -SHOOTING PROBE-（毛利 桜）[12]
- お嬢様はご機嫌ナナメ（桜咲 花）[13]
- レミニセンス（長谷川 恋）[2]
- BUNNYBLACK 3（その他）[14]
- 乙女理論とその周辺 -Ecole de Paris-（花之宮 瑞穂）[2]
- 魔王のくせに生イキだっ!2 〜今度は性戦だ!〜（マルグリット・セントレア・ヘネシー）[15]
- ココロ@ファンクション!（遠藤 智慧）[16]
- 妹のおかげでモテすぎてヤバい。（白取 叶）[17]
- まじかりっく⇔スカイハイ 〜空飛ぶホウキに想いをのせて〜（エミリア＝プリフ＝高嶺）[18]
- 戦国†恋姫〜乙女絢爛☆戦国絵巻〜（小寺 雫 孝高）[19]

#### 2014年
- 空飛ぶ羊と真夏の花 -When girls wish upon a star.-（メリエル）[20]
- サキガケ⇒ジェネレーション!（星咲 桜花）[21]
- レミニセンス Re：Collect（長谷川 恋）[22]
- アウトベジタブルズ（三笠 ミライ）[23]
- 偽骸のアルルーナ（クレア）[24]
- この大空に、翼をひろげて SNOW PRESENTS（羽々音 小鳥）[25]
- 叶とメグリとのその後がイチャらぶすぎてヤバい。（白取 叶）[26]
- 晴のちきっと菜の花びより（桜木 雨音）[27]
- なないろリンカネーション（土方 由美）[28]
- ココロ@ファンクション! NEO（遠藤 智慧）[29]

#### 2015年
- マジカル☆ディアーズ[30]
- QUINTUPLE☆SPLASH（三郷 みお）[31]

#### 2016年
- 戦国†恋姫X〜乙女絢爛☆戦国絵巻〜（小寺 雫 孝高）[32]
- アリスティア・リメイン（桐生 雫）[33]

#### 2019年
- クロスコンチェルト（初芝 香苗）[34]

#### 2020年
- 琥珀色のハンター（スワン）[35]

#### 2023年
戦国†恋姫EX参～毛利家の絆編～（小寺 雫 孝高）

### コンシューマーゲーム
- Chanter〜キミの歌がとどいたら＃〜（2007年、野々原 里奈）
- FairlyLife MiracleDays（五味 優）
- この大空に、翼をひろげて CRUISE SIGN（羽々音 小鳥）[37]
- はつゆきさくら（サクヤ）[38]

### オンラインゲーム
- 桃色大戦ぱいろん+（羽々音 小鳥）[39]

### CD
- 黒と金の開かない鍵。ドラマCD
  - 第1弾＜郁人＆透央 編＞（片桐 奏）[40]
  - 第2弾＜智臣＆千紘 編＞（片桐 奏）[41]
- ドラマCD はつゆきさくら
  - 〜ゴーストトラベル〜（サクヤ、ネム、藤丸 命）[42]
  - 第2巻 〜ゴーストウォー〜（サクヤ、ネム）[42]
- MUSIC BOX（星咲イリア ボーカル＆ボイスドラマCD）
- 七波お嬢様が25分間ひたすら『まっじで！』と言ってるのを、ただただ聞かされるだけのドラマCD（桜咲 花）[43]
- うたのかんづめ3（PULLTOP VOCAL COLLECTION3）
- ハッピー☆アテンション
- 『この大空に、翼をひろげて』羽々音小鳥 描き下ろし抱き枕カバー「Your Girl」ドラマCD（羽々音小鳥）

### OVA
- 特務捜査官レイ&風子（幹部3[2]）
- 黒と金の開かない鍵。
  - 第一話「鳥籠の中、微睡む少女」（片桐 奏）[44]
  - 第二話「解き放たれた想い」（片桐 奏）[45]
- ランス01 光をもとめて THE ANIMATION
  - 第2話「進行!! リーザス中枢」（ヒカリ・ミ・ブラン）[46]
  - 第3話「ランス、断つ!!」（ヒカリ・ミ・ブラン）[47]

### 歌
- candy pop sky[42]
  - 作詞：星咲イリア／作編曲：あるるかん
- hoPe HopPiNg[42]
  - 作詞：あるるかん／作編曲：おおくまけんいち
- Private Sky[25]
  - 作詞：Minao Ohse／作編曲：おおくまけんいち
- Perfect sky 合唱Ver[25]
  - 作詞：Minao Ohse／作編曲：おおくまけんいち
  - 歌：羽々音小鳥、姫城あげは（萌花ちょこ）、望月天音（五行なずな）、風戸亜紗（雪都さお梨）、風戸依瑠（有栖川みや美）
- ハッピー☆アテンション（『花咲きアテンション！』テーマソング）
  - 歌・作詞：イリアウサ（星咲イリア＆藤咲ウサ）
  - 歌：イリアンヌ（ソロバージョン）

### イベント出演
- LIVE ENTERTAINMENT 〜A FLASHBACK〜アテレコ＆ソング2013（声のみの出演、2013年9月23日開催）[48]
  - この大空に、翼をひろげて - 羽々音小鳥 生アテレコ
  - レミニセンス - 長谷川恋 生アテレコ

### パチンコ
- CR戦国†恋姫〜乙女絢爛☆戦国絵巻〜（小寺 雫 孝高）[49]

### その他
- あかべぇそふとつぅLIVE2013 DVD[50]
- はぴめろ@えびす情報バラエティ番組「花咲きアテンション！」（はぴめろ＠えびす tr7（2015年8月15日） - ）